# Erik Pontén
Erik Gustaf Samuel Pontén, född 15 november 1865 i Österåkers församling, Stockholms län, död 9 oktober 1933 i Hedvig Eleonora församling, Stockholm, var en svensk bankman. Han var son till Samuel Benjamin Pontén.
Pontén var elev vid Schartaus handelsinstitut 1886, bokhållare hos Lovén & Co. i Stockholm 1887–1898 och kassör vid Industrikreditaktiebolagets i Stockholm avdelningskontor i Stockholm från 1898. Han ligger begravd på Norra begravningsplatsen i Stockholm.